# Olympische Sommerspiele 1976/Teilnehmer (Kanada)
| Gelbes Symbol für Goldmedaillen mit stilisierten Olympischen Ringen | Graues Symbol für Silbermedaillen mit stilisierten Olympischen Ringen | Braundes Symbol für Bronzemedaillen mit stilisierten Olympischen Ringen |
| ------------------------------------------------------------------- | --------------------------------------------------------------------- | ----------------------------------------------------------------------- |
| —                                                                   | 5                                                                     | 6                                                                       |

Kanada nahm als Gastgeber an den Olympischen Sommerspielen 1976 in Montréal mit einer Delegation von 385 Athleten (261 Männer und 124 Frauen) an 173 Wettkämpfen in 23 Sportarten teil. Trotz Gastgeberrolle konnte keine Goldmedaille gewonnen werden, als erster und bislang einziger Gastgeber bei Olympischen Sommerspielen. Gleichwohl konnten noch fünf Silber- und sechs Bronzemedaillen gewonnen werden, am erfolgreichsten war die Nation im Schwimmen. Die Turnerin Karen Kelsall war mit 13 Jahren und 220 Tagen die jüngste Teilnehmerin, der Leichtathlet Alex Oakley mit 50 Jahren und 89 Tagen der älteste Athlet. Fahnenträgerin bei der Eröffnungsfeier war die Leichtathletin Abby Hoffman.

## Teilnehmer nach Sportarten

### Basketball
| Männer - 4. Platz - John Cassidy - Alex Devlin - Cameron Hall - Lars Hansen - Romel Raffin - Marty Riley - Bill Robinson - Jamie Russell - Derek Sankey - Bob Sharpe - Phil Tollestrup - Bob Town | Frauen - 6. Platz - Bev Barnes - Beverley Bland - Chris Critelli - Joyce Douthwright - Coleen Dufresne - Donna Hobin - Anne Hurley - Angela Johnson - Joanne Sargent - Sheila Strike - Sylvia Sweeney - Carol Turney |

### Bogenschießen
| Männer - Ed Gamble - Dave Mann | Frauen - Wanda Allan-Sadegur - Lucille Lemay |

### Boxen
Männer
- Chris Clarke
- Ian Clyde
- Roger Fortin
- Bryan Gibson
- Camille Huard
- Christopher Ius
- Sidney McKnight
- Michael Prevost
- Carmen Rinke

### Fechten
| Männer - Alain Dansereau - Michel Dessureault - Lehel Fekete - Marc Lavoie - Imre Nagy - Eli Sukunda - Geza Tatrallyay - Peter Urban - George Varaljay | Frauen - Fleurette Campeau - Donna Hennyey - Chantal Payer - Susan Stewart |

### Fußball
Männer
- Gruppenphase
  - Tor

1 Jack Brand
13 Tino Lettieri
  - Abwehr

3 Ray Telford
4 Kevin Grant
5 Tony Lawrence
10 Peter Roe
12 Mike McLeneghan
15 Garry Ayre
  - Mittelfeld

2 Bob Bolitho
6 Jimmy Douglas
8 Robin Megraw
9 Carl Rose
14 Wes McLeod
  - Sturm

7 John McGrane
11 John Connor
16 Jim McLoughlin
17 Ken Whitehead

### Gewichtheben
Männer
- Yves Carignan
- Russ Prior
- Robert Santavy
- Pierre St. Jean

### Handball
| Männer - 11. Platz - Wolfgang Blankenau - Christian Chagnon - François Dauphin - Hugues De Roussan - Pierre Désormeaux - Pierre Ferdais - Robert Johnson - Richard Lambert - Claude Lefebvre - Danny Power - Pierre St. Martin - Stan Thorseth - Luc Tousignant - Claude Viens | Frauen - 6. Platz - Lucie Balthazar - Louise Beaumont - Francine Boulay-Parizeau - Manon Charette - Danielle Chenard - Nicole Genier - Mariette Houle - Louise Hurtubise - Denise Lemaire - Monique Prud'homme - Joanes Rail - Nicole Robert - Hélène Tétreault - Johanne Valois |

### Hockey
Männer
- 10. Platz
- David Bissett
- Lance Carey
- Paul Chohan
- Alan Hobkirk
- Fred Hoos
- Peter Lown
- James MacDougall
- Peter Motzek
- Mike Mouat
- Reg Plummer
- Doug Pready
- Antoine Schouten
- Sarbjit Singh Dusang
- Kuldip Singh Gosal
- Kelvin Wood
- Lee Wright

### Judo
Männer
- Wayne Erdman
- Brad Farrow
- Rainer Fischer
- Tom Greenway
- Joe Meli

### Kanu
| Männer - Jeremy Abbott - Denis Barré - John Edwards - Hugh Fisher - Jean Fournel - Steve King - Dean Oldershaw - Reed Oldershaw - Peter Patasi - Gregory Smith - Lou Tollas - John Wood Silber Canadier-Einer 500 m | Frauen - Anne Dodge - Susan Holloway |

### Leichtathletik
| Männer - Glenn Bogue - Jim Buchanan - Borys Chambul - Paul Craig - Bishop Dolegiewicz - Don Domansky - Jerome Drayton - Albin Dukowski - Pat Farrelly - Claude Ferragne - Robert Forget - Hugh Fraser - Dave Hill - Leighton Hope - Tom Howard - Marcel Jobin - Greg Joy Silber Hochsprung - Murray Keating - Jim McAndrew - Chris McCubbins - Grant McLaren - Marvin Nash - Alex Oakley - Phil Olsen - Bruce Pirnie - Richard Rock - Ain Roost - Bryan Saunders - Ian Seale - Dan Shaughnessy - Bruce Simpson - Peter Spir - Hugh Spooner - Daniel Taillon - Ken Wenman - Wayne Yetman | Frauen - Marjorie Bailey - Sue Bradley-Kameli - Debbie Brill - Rachelle Campbell - Jane Haist - Louise Hannah - Abby Hoffman - Margaret Howe - Diane Jones - Patty Loverock - Joanne McTaggart - Lucette Moreau - Joyce Sadowick - Yvonne Saunders - Margaret Stride - Joan Wenzel - Penny Werthner - Julie White - Thelma Wright |

### Moderner Fünfkampf
Männer
- Jack Alexander
- John Hawes
- George Skene

### Radsport
Männer
- Marc Blouin
- Brian Chewter
- Gilles Durand
- Pierre Harvey
- Ron Hayman
- Jocelyn Lovell
- Tom Morris
- Adrian Prosser
- Serge Proulx
- Gordon Singleton
- Hugh Walton

### Reiten
- Jim Day
- Jim Elder
- Juliet Graham
- Robin Hahn
- Christilot Hanson-Boylen
- Ian Millar
- Barbara Stracey
- Lorraine Stubbs
- Michel Vaillancourt
Silber  Springen Einzel
- Cathy Wedge

### Ringen
Männer
- Mike Barry
- Egon Beiler
- Gordon Bertie
- David Cummings
- Steve Daniar
- Richard Deschatelets
- Harry Geris
- Mitchell Kawasaki
- Clive Llewellyn
- John McPhedran
- Terry Paice
- Brian Renken
- Howard Stupp
- Ray Takahashi
- Doug Yeats

### Rudern
| Männer - Robert Bergen - Louis Bourassa - Ron Burak - Robert Choquette - Patrick Croskerry - Brian Dick - Dirk Gidney - Ian Gordon - James Henniger - Walter Krawec - Mel LaForme - York Langerfeld - Brian Love - Alexander Manson - Phil Monckton - Michael Neary - Louis Prévost - André Renart - Michel Riendeau - Edgar Smith - George Tintor - Andrew van Ruyven | Frauen - Susan Antoft - Guylaine Bernier - Barbara Boettcher - Elaine Bourbeau - Bev Cameron - Gail Cort - Betty Craig - Johanne Delisle - Mazina Delure - Monika Draeger - Carol Eastmore - Joy Fera - Nancy Higgins - Cheryl Howard - Sandra Kirby - Barbara Mutch - Christine Neuland - Colette Pepin - Wendy Pullan - Rhonda Ross - Linda Schaumleffel - Illoana Smith - Tricia Smith - Dolores Young |

### Schießen
- Hans Adlhoch
- Tom Guinn
- Steven Kelly
- Paul Laporte
- Kurt Mitchell
- Daniel Nadeau
- Susan Nattrass
- John Primrose
- Jules Sobrian
- Arne Sorensen
- Harry Willsie

### Schwimmen
| Männer - Tom Alexander - Steve Badger - Clay Evans Silber 4 × 100 m Lagen - Steve Hardy - Dave Heinbuch - James Hett - Michael Ker - Gary MacDonald Silber 4 × 100 m Lagen - Doug Martin - Paul Midgley - George Nagy - Steve Pickell Silber 4 × 100 m Lagen - Andy Ritchie - Bruce Robertson Silber 4 × 100 m Lagen - Bruce Rogers - Bill Sawchuk - Mike Scarth - Daryl Skilling - Graham Smith Silber 4 × 100 m Lagen - Mel Zajac | Frauen - Gail Amundrud Bronze 4 × 100 m Freistil - Joann Baker - Hélène Boivin - Lisa Borsholt - Barbara Clark Bronze 4 × 100 m Freistil - Debbie Clarke Bronze 4 × 100 m Freistil Bronze 4 × 100 m Lagen - Wendy Cook-Hogg Bronze 4 × 100 m Lagen - Robin Corsiglia Bronze 4 × 100 m Lagen - Nancy Garapick Bronze 100 m Rücken Bronze 200 m Rücken - Lisa Geary - Cheryl Gibson Silber 400 m Lagen - Anne Jardin Bronze 4 × 100 m Freistil Bronze 4 × 100 m Lagen - Wendy Lee - Melanie MacKay - Wendy Quirk - Susan Sloan Bronze 4 × 100 m Lagen - Becky Smith Bronze 400 m Lagen Bronze 4 × 100 m Freistil - Shannon Smith Bronze 400 m Freistil |

### Segeln
- Evert Bastet
- Jay Cross
- Michael de la Roche
- Glen Dexter
- Hans Fogh
- Andreas Josenhans
- Allan Leibel
- Lorne Leibel
- Sandy Macmillan
- Colin Park
- Sandy Riley
- Larry Woods

### Turnen
| Männer - Keith Carter - Philip Delesalle - Pierre Leclerc | Frauen - Lise Arsenault-Goertz - Karen Kelsall - Nancy McDonnell - Teresa McDonnell - Kelly Muncey - Patricia Rope |

### Volleyball
| Männer - 9. Platz - Ed Alexiuk - Pierre Bélanger - Tom Graham - Kerry Klostermann - Donald Michalski - John Paulsen - Garth Pischke - Larry Plenert - Bruno Prasil - Elias Romanchych - Gregory Russell - Alan Taylor | Frauen - 8. Platz - Regyna Armonas - Betty Baxter - Carole Bishop - Barbara Dalton - Mary Dempster - Kathy Girvan - Debbie Heeps - Anne Ireland - Connie Lebrun - Claire Lloyd - Patty Olson - Audrey Vandervelden |

### Wasserball
Männer
- 9. Platz
- Clifford Barry
- Gabor Csepregi
- Dominique Dion
- Jim Ducharme
- George Gross
- David Hart
- Guy Leclerc
- John MacLeod
- Paul Pottier
- Patrick Pugliese
- Gaétan Turcotte

### Wasserspringen
| Männer - Ken Armstrong - Scott Cranham - Glen Grout - Skip Phoenix | Frauen - Beverly Boys - Eniko Kiefer - Tammy MacLeod - Cindy Shatto - Teri York |